# Новодевиченские Выселки
Новодевиченские Выселки — упразднённый посёлок в Ельниковском районе Мордовии. Входил в состав Надеждинского сельского поселения. Исключен из учётных данных в 2003 году.

## География
Располагался на правобережье реки Варма, в 3 км к северо-западу от поселка Красная Варма.

## История
Основан в 1930-е годы переселенцами из села Новодевичье.

## Население
Согласно результатам Всероссийской переписи населения 2002 года в посёлке отсутствовало постоянное население.